# 前川明人
前川 明人（まえかわ あきと、1928年3月28日  -2025年2月 )は、長崎原爆を体験した被爆者、歌人。長崎県長崎市出身・在住。2025年2月死去。享年96。
短歌会「未来」「幻桃」に所属。「幻桃」では顧問を務める。長崎県文芸協会常任委員。長崎歌人会相談役。長崎原爆忌文芸大会選者。歌集『褐色山脈』は長崎県文学奨励賞、『空間』は第18回長崎県文学賞を受賞した。

## 略歴
1928年、長崎市に生まれる。山里国民学校を卒業後長崎逓信講習所（長崎市麹屋町）に入学。1944年4月、長崎本博多郵便局に勤務。1945年6月、通信書記補に任官。空襲警報が鳴ると夜中でも鉄かぶとを頭にかぶり、足にはゲートルを巻いて、大浦・日の出町の自宅から同局まで走った。
1945年8月9日、17歳のとき長崎市にあった 本博多郵便局 （当時は、本博多町にあった。現在この場所は、万才町の名称になっている。跡地には「長崎東京間郵便線路開通起点の跡石碑」がある。）で電報の受付の勤務中に被爆した。
戦後、歌誌「短歌長崎」に入会し短歌を始める。ここで18年にわたり短歌を学んだ。1952年に日本歌人クラブ会員となり、1961年有志らと超結社の短歌研究グループ「渦」を結成した。その後、短歌会「未来」・「歌の実」・「幻桃」などに所属した。
退職後、61歳で歌集「褐色山脈」を、65歳で「黄砂の周囲」、74歳で「空間」、77歳で「円型」、81歳で「破裂」の歌集を発表。「空間」は長崎県文学賞を受賞した。
1994年、短歌講座の講師を務めるとともに、修了生により結成された「れもん短歌会」の指導者となり、20年間にわたり、合同歌集「檸檬」を発行している。また、長年、各短歌会の運営に参画し、短歌の選考を行った。
2025年2月に長崎市にて96歳で死去。

## 著作
- 前川明人『明るい驟雨』秀文社、1967年。[15][16]
- 前川明人『褐色山脈　(歌の実叢書 第5篇)』歌の実短歌会、1989年。
- 前川明人『黄砂の周囲』短歌新聞社、1993年。
- 前川明人『空間』六法出版社、2002年。ISBN 4-89770-692-0。
- 前川明人『円型』本阿弥書店、2005年。ISBN 4-7768-0187-6。
- 前川明人『破裂』本阿弥書店、2009年。[17]
- 前川明人『曇天』本阿弥書店、2015年。
- 前川明人『遠雷』本阿弥書店、2017年。
- 前川明人『頓着』本阿弥書店、2020年。ISBN 978-4-7768-1520-4。